# Peter Baumann (Verleger)

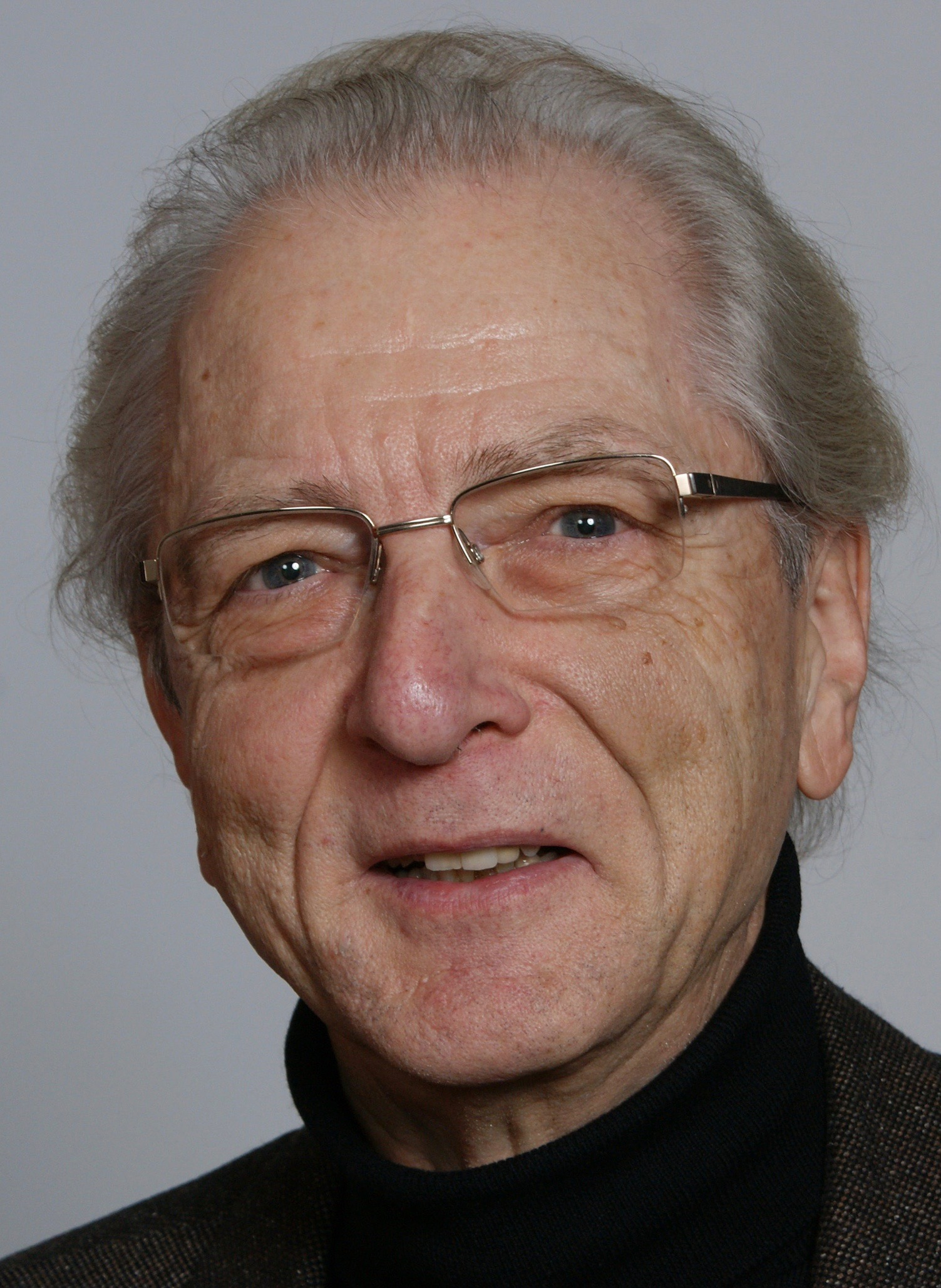
Peter Baumann (2012)

Peter Baumann (* 18. November 1947 in Zürich) ist ein Schweizer Verleger, Filmproduzent, Journalist und Übersetzer.

## Leben
Peter Baumann studierte an der Universität Zürich Wirtschafts- und Sozialgeschichte, Nationalökonomie und Publizistik. 1969 gründete er in Zürich die Studentenzeitschrift focus: das zeitkritische magazin, deren erster Chefredakteur er war. 1970/71 unterbrach er sein Studium, um als Lehrer in St. Moritz zu unterrichten, und arbeitete danach neben seinem Studium als Sprachlehrer und Journalist, bevor er 1974 die Chefredaktion der Jugendzeitschrift team übernahm (bis 1979). 1977 gründete er gemeinsam mit Dithard von Rabenau das Satire-Magazin Koma. 1978 bis 1985 schrieb er Filmkritiken u. a. für die Zeitschrift Schweizer Familie und 1980 hatte er eine wöchentliche Filmsendung Soundtrack auf dem damaligen Piratensender Radio 24 von Roger Schawinski. Von 1980 bis 1987 war er Verlagsleiter Zeitschriften der AG für Verlagsunternehmungen/Tages Anzeiger AG.
Seit 1987 ist Baumann selbständiger Medienunternehmer. So konzipierte er das Spiele-Magazin AHA! für Tivolino und war Partner und Geschäftsführer des Filmverleihs Columbus Film in Zürich (bis 2006). Als Partner und Co-Produzent in den Filmproduktionsgesellschaften Catpics AG und Catpics Coproductions AG war er an den Produktionen Reise der Hoffnung (Oscar «Best Foreign Language Film» 1991), Tanz der blauen Vögel (1993), Mouvements du Désir (1994), Tschäss (1994), Gerhard Meier – Die Ballade vom Schreiben (1995), Rendez-vous im Zoo (1995) und Die Salzmänner von Tibet (1997) beteiligt.
Seit 1980 ist Baumann auch Verleger von Cartoon-, Bilder- und Kunstbüchern und seit 1985 Übersetzer von Bilderbüchern. Als Übersetzer war er nominiert für den Deutschen Jugendliteraturpreis 1991, 1993, 1999 und 2001. Von 1996 bis 2008 war er Mitbesitzer und Co-Verleger im Lappan Verlag, Oldenburg. Im Kunstbuchverlag Edition C(rocodile) AG, Zug, verlegte er Bücher und Poster von HR Giger und Sebastian Krüger.

## Veröffentlichungen in Büchern und Katalogen
- Peter Baumann: Vorwort zu Auslese von Werner Nydegger, Edition C 1978, ISBN 3-855-91010-3.
- Werner Nydegger und Peter Baumann: Das Neueste von gestern. Ein Comical der Weltgeschichte. 2 Bände, Edition C 1980, ISBN 3-855-91021-9, ISBN 3-855-91002-2. Überarbeitete Neuausgabe in einem Band, KoboldBooks 2021, ISBN 978-3-9525235-8-2.
- Claudius Babst und Peter Baumann (Hrsg.): Die Schweiz für Kinder. Guide Familial, 1980, ISBN 3-85866-001-9.
- Claudius Babst und Peter Baumann (Hrsg.): Sport mit Spaß. Edition C/Guide Familial, 1981, ISBN 3-85591-011-1.
- Peter Baumann: Vorwort zu: Das fängt ja gut an! von Uli Stein, team, Zürich 1982.
- Peter Baumann: Werner Weißderteufel. In: Oltner Neujahrsblätter 1995. Akademia, Olten 1995.
- Peter Baumann: Geschichten von Menschen und Affen im Katalog zur Ausstellung Anthony Browne – Künstler der Blicke im Bilderbuchmuseum Troisdorf, Lappan 2000.
- Peter Baumann: Schmerzliche Grüße. In: Günther Willen (Hrsg.): Alle lieben Weihnachten. Bilder und Worte. Lappan, 2000, ISBN 3-89082-745-4.
- Peter Baumann und Gerhard Glück: Namensglück – Ein Atelier-Gespräch. In: Gerhard Glück: Glück – Komische Kunst. Lappan, 2007, ISBN 978-3-8303-3151-3.
- Peter Baumann: Nachwort über Wilhelm Hauff in Die schönsten Märchen von Wilhelm Hauff, illustriert von Mario Grasso, Lappan, 2009, ISBN 978-3-8303-1140-9.
- Peter Baumann: Vorwort zu "Meister der komischen Kunst: Gerhard Glück" von Gerhard Glück, Verlag Antje Kunstmann 2011, ISBN 978-3-88897-720-6.

## Verleger von Kunstbüchern
- HR Giger’s Necronomicon 1. 1984 (6. Auflage 2004), ISBN 978-3-89082-519-9.
- HR Giger’s Necronomicon 2. 1985 (4. Auflage 1996), ISBN 978-3-89082-520-5.
- HR Giger’s Biomechanics. 1988 (3. Auflage 2005), ISBN 978-3-89082-871-8.
- HR Giger’s Alien. 1989 (5. Auflage 2002), ISBN 978-3-89082-528-1.
- HR Giger’s FilmDesign. 1996, ISBN 978-3-89082-583-0.
- HR Giger’s Species Design. 1995, ISBN 3-89082-577-X.
- Sebastian Krüger: Stones. 1994 (2. Auflage 2005), ISBN 978-3-89082-505-2.
- Sebastian Krüger: Stars. 1997, ISBN 978-3-89082-730-8.
- Sebastian Krüger: Faces. 2008, ISBN 978-3-8303-5000-2.